# Зенитная артиллерийская дивизия ПВО

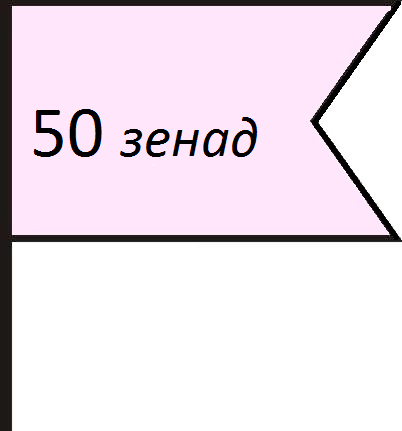
Знак зенитной артиллерийской дивизии ПВО на оперативно-тактическую карту

Зенитная артиллерийская дивизия ПВО (зенад ПВО) — тактическое формирование (соединение, дивизия) войск противовоздушной обороны (ВПВО), состоящее из управления (штаба), частей и подразделений вооружённых сил государства.

## Назначение дивизии
Зенитная артиллерийская дивизия ПВО предназначена для обороны крупных экономических и политических центров или отдельных важных объектов страны и решения боевых задач во взаимодействии с соединениями других родов Войск ПВО.

## Состав дивизии

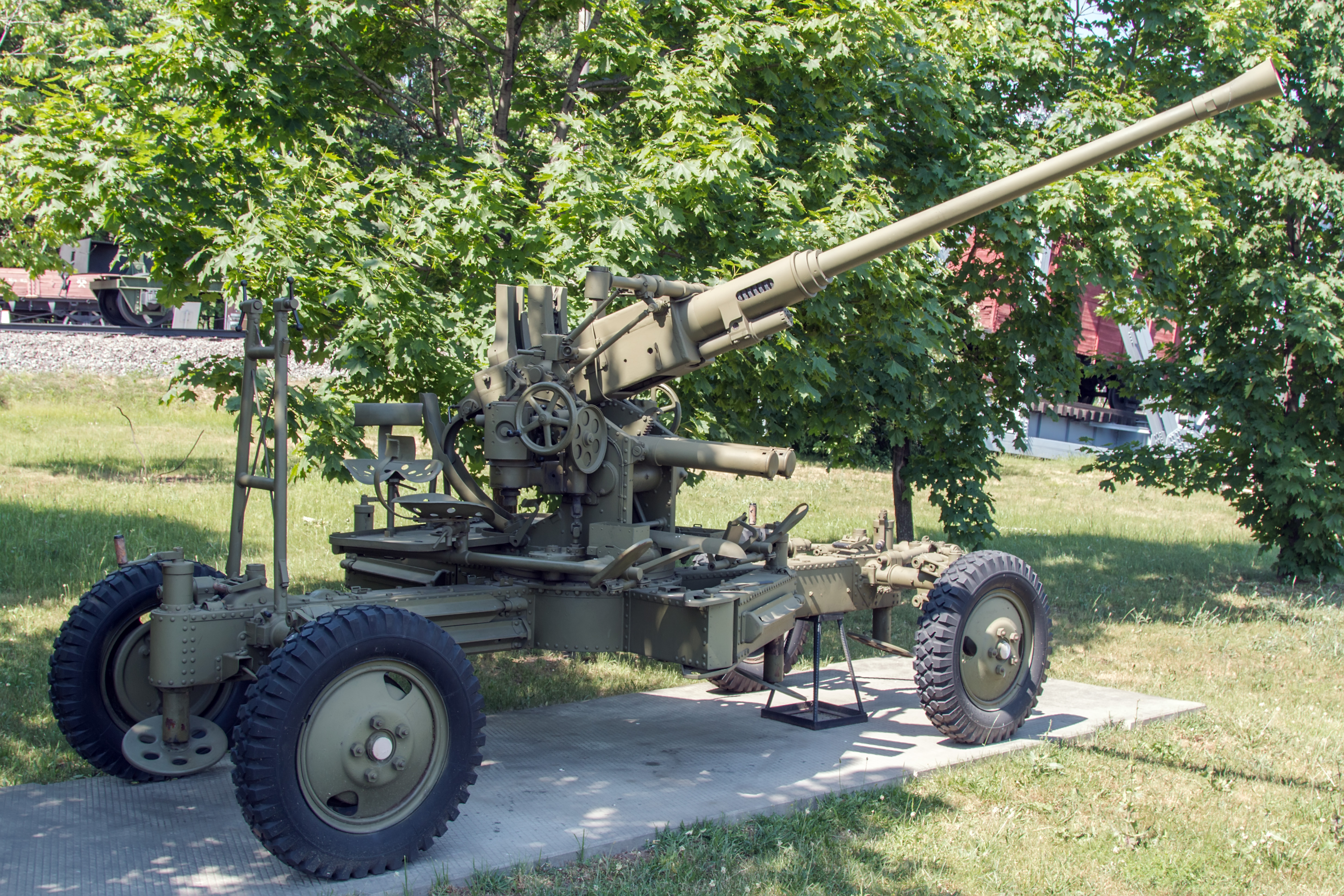
37-мм зенитная пушка в Музее Великой Отечественной войны

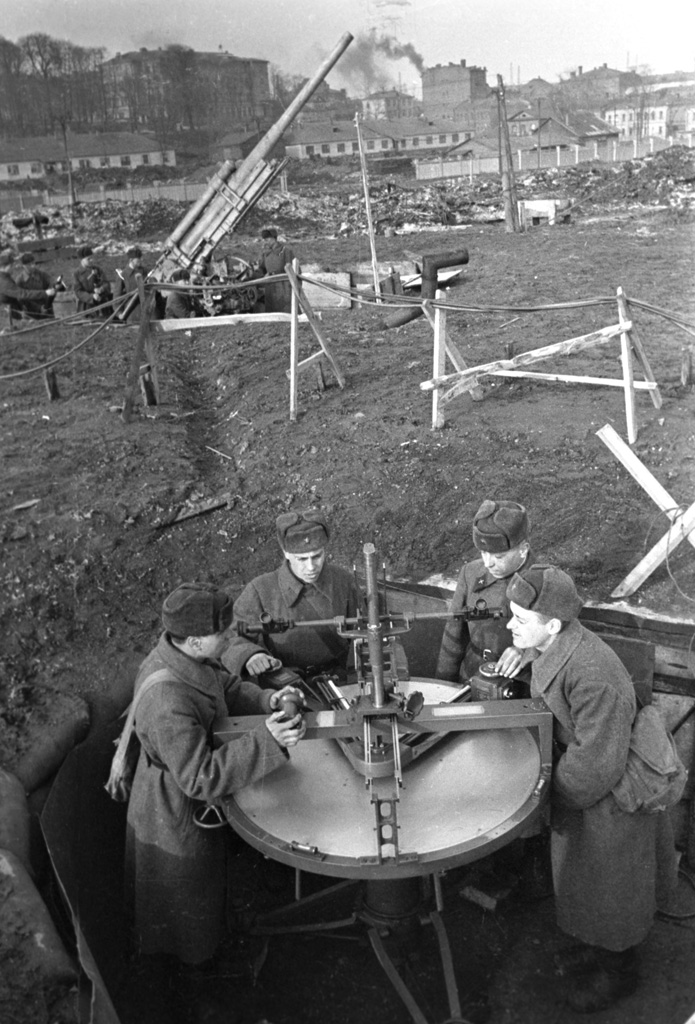
«Зенитный расчет при обороне Москвы». Группа наведения зенитного расчета при обороне Москвы. Россия, Москва. 76-мм пушка

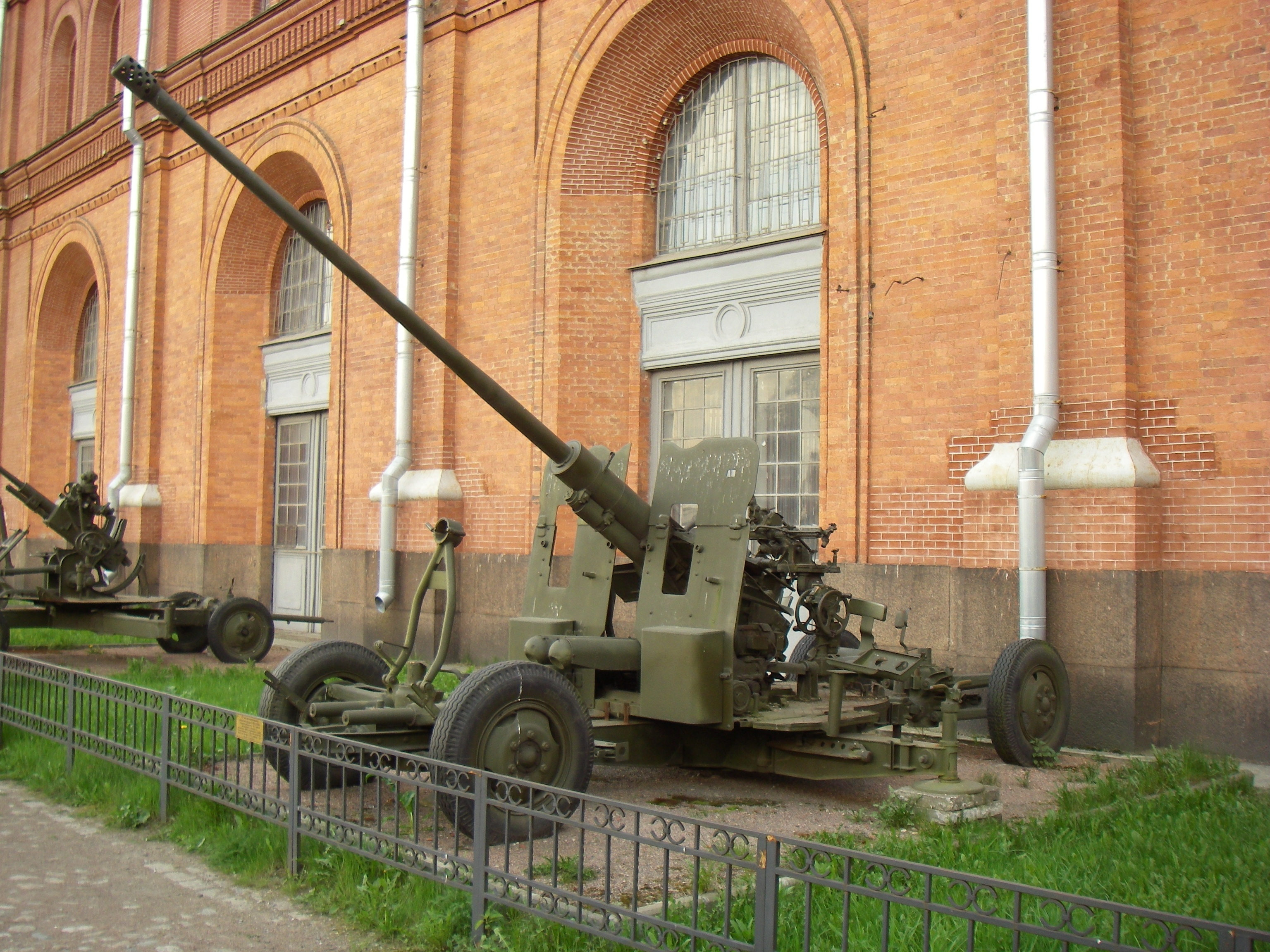
57-мм автоматическая зенитная пушка С-60 в Артиллерийском музее Санкт-Петербурга

Зенитная артиллерийская дивизия ПВО имела в своем составе:
- управление;
- 2 зенитных артиллерийских полка зенитной артиллерии среднего калибра (СЗА);
- 1 дивизион зенитной артиллерии малого калибра (МЗА),
- 1 полк зенитных пулеметов и зенитных прожекторов;
- 1 полк ВНОС;
- 1 дивизион аэростатов заграждения;
- части и подразделения обеспечения и обслуживания.

В количественном выражении зенитная артиллерийская дивизия ПВО имела в своем составе:
- 12 00 −15 000 человек,
- 120 зенитных пушек калибра 76-мм и калибра 85-мм,
- 12 зенитных пушек калибра 37-мм,
- 141 зенитный пулемёт,
- 144 прожектора?
- 81 аэростат заграждения.

## Выполнение задач
Свои задачи зенитная артиллерийская дивизия ПВО выполняла в назначенном районе боевых действий системы ПВО.

## История
Зенитные артиллерийские дивизия ПВО стали формироваться в 1943 г. на основании Приказа НКО СССР в системе ПВО Москвы для отражения налетов воздушного противника. Это были 50-я, 61-я, 75-я и 1-я гвардейская зенитные артиллерийские дивизии ПВО.
Всего за годы войны были сформированы и существовали 14 зенитных артиллерийских дивизий ПВО:
- 1-я гвардейская зенитная артиллерийская дивизия ПВО на базе 72-го гвардейского зенитного артиллерийского полка;
- 50-я зенитная артиллерийская дивизия ПВО на базе 82-го зенитного артиллерийского полка;
- 51-я зенитная артиллерийская дивизия ПВО на базе 176-го зенитного артиллерийского полка;
- 52-я зенитная артиллерийская дивизия ПВО на базе 250-го зенитного артиллерийского полка;
- 53-я зенитная артиллерийская дивизия ПВО на базе 251-го зенитного артиллерийского полка;
- 54-я зенитная артиллерийская дивизия ПВО на базе 329-го зенитного артиллерийского полка;
- 55-я зенитная артиллерийская дивизия ПВО на базе 745-го зенитного артиллерийского полка;
- 56-я зенитная артиллерийская дивизия ПВО на базе 864-го зенитного артиллерийского полка;
- 57-я зенитная артиллерийская дивизия ПВО на базе 1201-го зенитного артиллерийского полка;
- 59-я зенитная артиллерийская дивизия ПВО на базе 1203-го зенитного артиллерийского полка;
- 60-я зенитная артиллерийская дивизия ПВО на базе 1204-го зенитного артиллерийского полка;
- 61-я зенитная артиллерийская дивизия ПВО на базе 1205-го зенитного артиллерийского полка;
- 62-я зенитная артиллерийская дивизия ПВО на базе 751-го зенитного артиллерийского полка;
- 63-я зенитная артиллерийская дивизия ПВО на базе 862-го зенитного артиллерийского полка;
- 75-я зенитная артиллерийская дивизия ПВО,

которые вошли в состав Московского фронта ПВО, а в последующем в состав Особой Московской армии ПВО
В составе действующей армии дивизии находились по 1 октября 1943 года.